# Petra Bahr

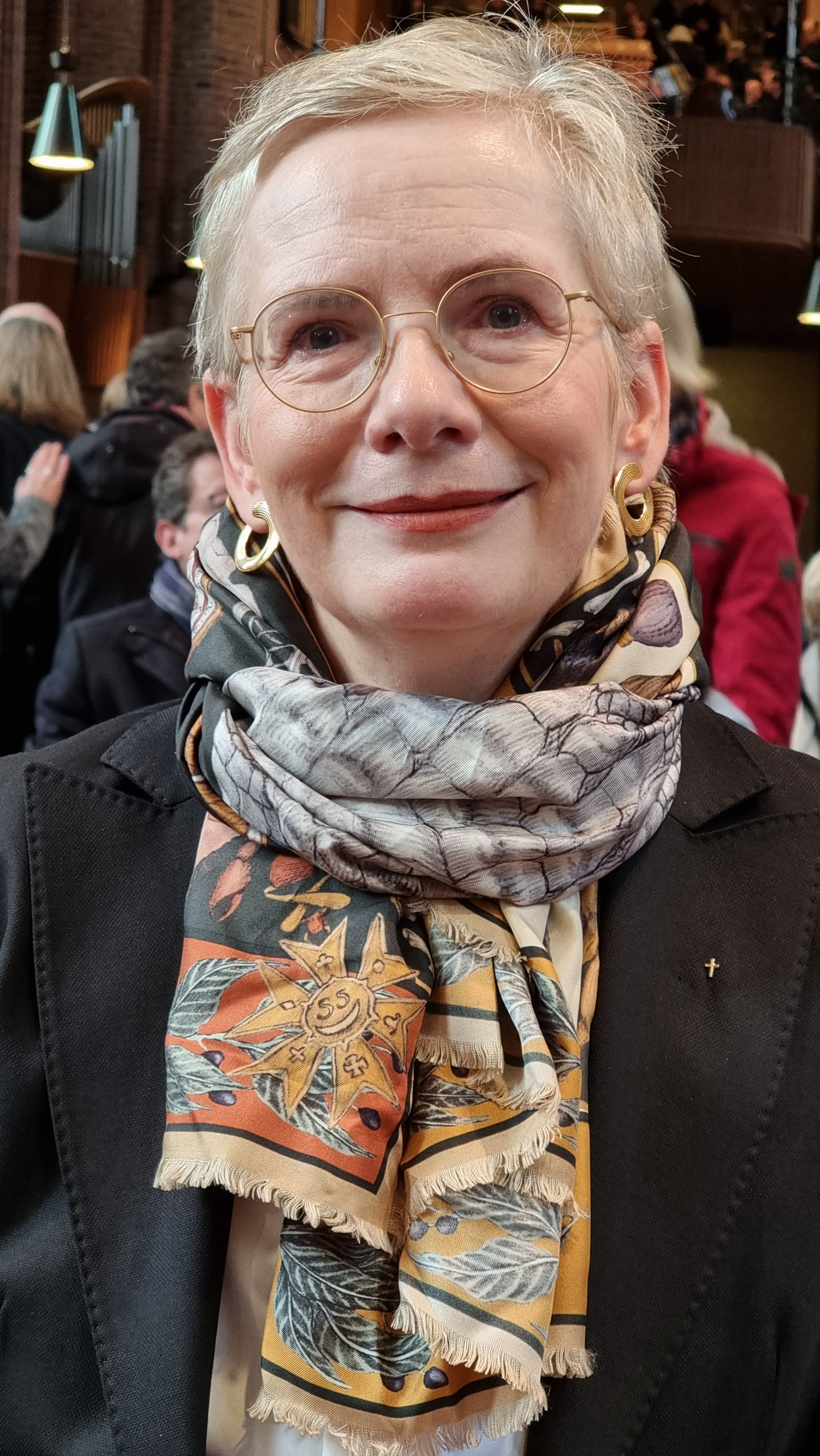
Petra Bahr in der Marktkirche von Hannover (2023)

Petra Bahr (geboren 29. April 1966 in Lüdenscheid) ist eine deutsche evangelische Theologin und politische Beamtin (CDU). Sie ist seit 2025 Staatssekretärin im Bundesministerium für Bildung, Familie, Senioren, Frauen und Jugend. Sie war von 2017 bis 2025 Regionalbischöfin (ehemalige Amtsbezeichnung: Landessuperintendentin) für den Sprengel Hannover der Evangelisch-lutherischen Landeskirche Hannovers. Seit 2020 ist sie Mitglied des Deutschen Ethikrates. Sie war als  Oberkirchenrätin der EKD von 2006 bis 2014 Kulturbeauftragte des Rates der Evangelischen Kirche in Deutschland (EKD).

## Leben und Wirken
Nach dem Abitur 1985 und einer journalistischen Ausbildung an der Universität Dortmund studierte Petra Bahr von 1989 bis 1996 Theologie und Philosophie an den Universitäten Münster, Bochum und Jerusalem. Im Anschluss an ihre Promotion, während der sie Stipendiatin des Evangelischen Studienwerks Villigst war, arbeitete sie als Unternehmensberaterin.
Petra Bahr promovierte 2002 bei Albrecht Grözinger und Georg Pfleiderer an der Theologischen Fakultät der Universität Basel mit einer religionsphilosophischen Arbeit zur Kritik der Urteilskraft von Immanuel Kant. Sie brachte als freie Autorin zahlreiche Publikationen zum Verhältnis von Kirche und Künsten, darüber hinaus zum Spannungsfeld von Recht-Religion-Politik, von Religion und Vernunft sowie zur Rückkehr des Religionsthemas heraus. Regelmäßig schreibt Petra Bahr für überregionale Zeitungen und macht Verkündigungssendungen für Deutschlandradio und den RBB.
Von 1999 bis 2006 war sie Referentin für Theologie an der Forschungsstätte der Evangelischen Studiengemeinschaft (FEST) in Heidelberg mit den Forschungsschwerpunkten „Verhältnis von Recht und Religion“, „Das theologische Gespräch mit den Kulturwissenschaften“ und „Protestantismus und Kultur“. 2006 wurde sie zur ersten Kulturbeauftragten des Rates der EKD berufen. In diesem Amt vertrat sie das Kulturengagement und die kulturpolitischen Positionen der EKD und ihrer Landeskirchen. 2009 erfolgte nach dem Vikariat das II. Theologische Examen und die Ordination.
2010 wurde Petra Bahr Eisenhower-Fellow im Multi Nation Program.
Im Juni 2011 unterlag sie in der Wahl zur Nachfolge der zurückgetretenen Bischöfin Maria Jepsen der Nordelbischen Kirche der Theologin Kirsten Fehrs.
Als Leiterin des Kulturbüros der EKD, das seinen Sitz in Berlin hat, förderte sie den kulturpolitischen Dialog und den Dialog mit den Künsten, regte Gedenkkultur und Bildungsprojekte an und brachte Traditionen und aktuelle Themen des Protestantismus in die öffentliche Diskussion. Zum 1. September 2014 wechselte sie in neuer Funktion zur Konrad-Adenauer-Stiftung. Hier übernahm sie die Leitung der Hauptabteilung Politik und Beratung. Von Januar 2017 bis Mai 2025 war sie Regionalbischöfin für den Sprengel Hannover.
Im April 2020 wurde sie auf Vorschlag der CDU/CSU-Bundestagsfraktion zum Mitglied des Deutschen Ethikrats gewählt. Dort widmet sie sich den Schwerpunkten gesellschaftlicher Zusammenhalt/Teilhabe, medizinethischen Fragen zu Anfang und Ende des Lebens und Rechtsethik.
Im Mai 2025 wurde sie im Zuge der Bildung des Kabinetts Merz unter Bundesministerin Karin Prien (CDU) zur Staatssekretärin im Bundesministerium für Bildung, Familie, Senioren, Frauen und Jugend ernannt.
Bahr ist seit 1996 mit dem Juristen, Hochschullehrer und Leiter des Kirchenrechtlichen Instituts der Evangelischen Kirche in Deutschland Hans Michael Heinig verheiratet. Das Paar hat einen Sohn.

## Mitgliedschaften
- Stiftungsrat der Gedenkstätte Berliner Mauer
- CDU[10]

## Position
„Wer die Kirche im Dorf lassen will, ohne sie in ein Museum zu verwandeln, sollte ihre Türen weit öffnen, nicht nur, um die Welt hereinzulassen. Der christliche Glaube gehört nicht in dunkle, stickige Gebäude – er lebt von der engagierten Zeitgenossenschaft an der frischen Luft, auch wenn es mal etwas zugig werden kann. Christlicher Glaube, der seine kulturelle Verantwortung wahrnimmt, setzt gegen den ‚Kampf der Kulturen‘ einen Kampf um Kultur.“
Während der Corona-Pandemie sagte Bahr, die Aussage, Corona sei eine Strafe Gottes für ein liberales Verhalten von Kirche und Gesellschaft, sei „abgründige Häresie“. Gegen diese Ansicht, die vom „rechten Rand“ in evangelischer und katholischer Kirche geäußert worden sei, hätten sich Kirchenleitungen lauter äußern müssen, hätte(n) sich jedoch mit den entsprechenden Gruppierungen nicht anlegen wollen, bedauerte sie.
In der Debatte um Waffenlieferungen an die Ukraine kritisierte Bahr im Februar 2023 in einem Streitgespräch mit der ehemaligen Ratsvorsitzenden der Evangelischen Kirche in Deutschland (EKD), Margot Käßmann, in der Wochenzeitung „Die Zeit“ das sogenannte „Manifest für den Frieden“ und sprach sich für Waffenlieferungen an die Ukraine aus.

## Publikationen (Auswahl)
- Darstellung des Undarstellbaren. Religionstheoretische Studien zum Darstellungsbegriff bei A. G. Baumgarten und I. Kant. Tübingen 2004 (Dissertation).
- Paul Gerhardt – Geh aus mein Herz. Leben und Wirkung. Freiburg im Breisgau 2007.
- Freiheit im Dialog. Dialogpredigten zum 20. Jahrestag der friedlichen Revolution. Petra Bahr, Christhard-Georg Neubert (Hrsg.), Berlin 2010.
- Protestantismus und Dichtung. Petra Bahr, Aleida Assmann, Wolfgang Huber und Bernhard Schlink (Hrsg.), Protestantismus und Kultur, Band 2, Gütersloh 2008.
- Vaterunser. Einübung im Christentum. Petra Bahr, Joachim von Soosten (Hrsg.), edition chrismon, Frankfurt am Main 2008.
- Protestantismus und europäische Kultur. Petra Bahr, Aleida Assmann, Wolfgang Huber und Bernhard Schlink (Hrsg.), Protestantismus und Kultur, Band 1, Gütersloh 2007.
- Menschenwürde in der säkularen Verfassungsordnung. Petra Bahr und Michael Heinig (Hrsg.), Religion und Aufklärung 12, Tübingen 2006.
- Fremde Orte. Die Kirche als Heterotopos in der Stadt. In: Im Auge des Flaneurs. Fundstücke zur religiösen Lebenskunst. Christentum und Kultur Bd. 11. David Plüss, Tabitha Walther, Adrian Portmann (Hrsg.), Zürich 2009, S. 77–84.
- Europäer und Weltbürger. Gelehrsamkeit und Toleranz waren eine seltene Kombination zur Zeit der Religionskriege. In: Melanchthon. Das Magazin zu seinem 450. Todesjahr, Kirchenamt der EKD und Beauftragter der EKD in Wittenberg, Stephan Dorgerloh (Hrsg.), Frankfurt am Main 2009, S. 70–74.
- Barmen I: Worauf hören? Die Kirche des Wortes und die Macht der Bilder. In: Begründete Freiheit. Die Aktualität der Barmer Theologischen Erklärung. Union Evangelischer Kirchen in der EKD, Martin Heimbucher (Hrsg.), Neukirchen 2009, S. 13–28.
- Jetzt ist es raus. Die Beichte floriert – in den Medien. Das Fiese daran verweist auf das Nötige. In: zeitzeichen, 9/2009, S. 30–32.
- Er steckt in jedem von uns. In: Die Macht des Bösen. In: Rheinischer Merkur, 5. März 2009, S. 7.
- Kehrt das Heilige zurück? Religion in der Gegenwartskultur und ihre Herausforderung für religiöse Bildungsprozesse. In: Religious literacy und evangelische Schulen. Münster 2008, S. 43–51.
- Eine Frage der Ehre. Verletzte Gefühle: Was darf die Kunst im Umgang mit Religion? In: zeitzeichen 8/2008, S. 47–49.
- Vom Sinn öffentlicher Religion. In: Staatskirchenrecht oder Religionsverfassungsrecht? Ein begriffspolitischer Grundsatzstreit. H. M. Heinig / C. Walter (Hrsg.), Tübingen 2007, S. 74–89.
- Schmuggelpfad der Bilder. Über die Beziehung zwischen Malerei, Kino und dem Christentum. In: epd-Film, 7/2007, S. 16–17.
- Die Zeichensprache der Liebe. In: Publik Forum, 24/2006, S. 26.
- Denkerin der Lücke. Hannah Arendt. In: zeitzeichen, 10/2006, S. 67–68.
- Protestantische Theologie im Horizont der Kulturwissenschaften. In: Handbuch der Kulturwissenschaften Bd. 2. Paradigmen und Disziplinen. Friedrich Jaeger, Jürgen Straub (Hrsg.), Stuttgart 2004, S. 656–670.
- Wiederkehr der Gotik. Die Lust der neuen Bürgerlichkeit am Religiösen. In: polar. Zeitschrift für politische Philosophie und Kultur, Ausgabe # 3, polarkreis e. V. (Hrsg.), 2007.
- Orientierungsgewinne durch Lebenswissen. Über die religiöse Grammatik kultureller Bildung. In: politik und kultur. Zeitung des Deutschen Kulturrates, Berlin Sept./Okt. 2006, S. 6.
- Gott verträgt Kritik. In: Rheinischer Merkur, 9. März 2006, S. 23.
- Lasst die Kirchen im Dorf! Wie bürgerschaftliches Engagement Kirchen rettet. In: Magazin für Denkmalkultur in Deutschland, Tag des offenen Denkmals 9. September 2007, Deutsche Stiftung Denkmalschutz (Hrsg.), Bonn 2007, S. 14.
- Die Kapelle der Versöhnung, Berlin. Kunstverlag Josef Fink, Lindenberg im Allgäu 2008, ISBN 978-3-89870-410-6.
- Wie viel Religion verträgt unsere Gesellschaft? Nicolai Publishing, 2018, 72 Seiten, ISBN 978-3-96476-004-3.